# Casa Monteoru

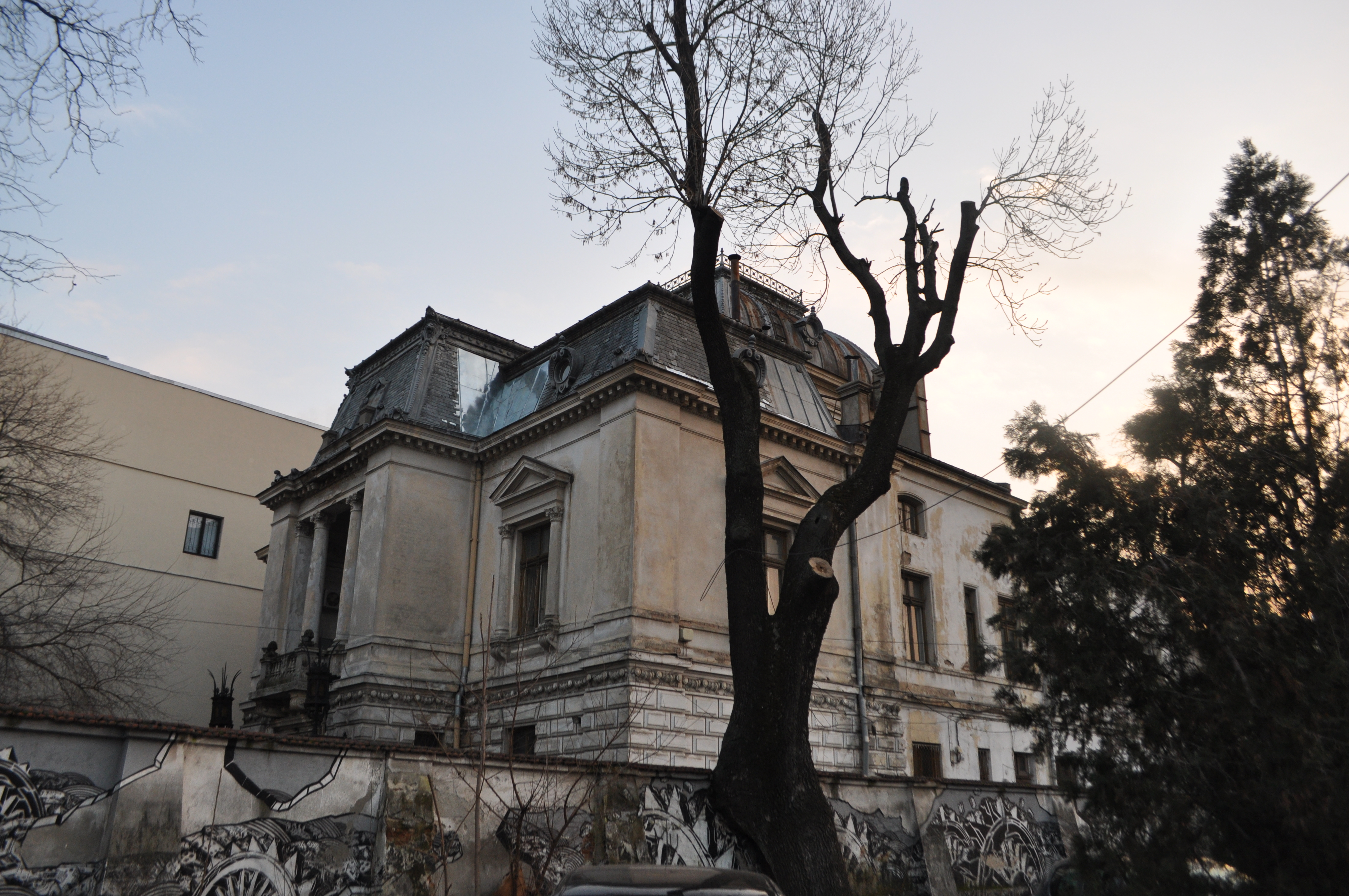
Vedere dinspre bulevardul Dacia.

Casa Monteoru este un monument istoric din București (cod  B-II-m-A-19863), situat pe Calea Victoriei, nr. 115.

## Istorie
Imobilul a fost construit în ultimul sfert al secolului al XIX-lea, în jur de 1873-1874, pentru Alecu Niculescu fiind, conform istoricului Ion Bulei, una dintre casele celor înstăriți care începeau să marcheze imaginea orașului București, alte exemple fiind Casa Lahovari și Casa Vernescu (Calea Victoriei nr. 133).
După ce a fost cumpărată de Grigore Constantinescu-Monteoru (n. 1831 - d. 1898), casa a suferit o renovare radicală între anii 1887-1889 realizată de arhitecții Ion Mincu și Nicolae Cuțarida. Nicolae Cuțarida a refăcut interioarele în stil eclectic francez, cu plafoane în stuc pictat, cu lambriuri și a fost amenajată scara monumentală.
Elena Lascăr Catargi, fiica lui Grigore Constantinescu-Monteoru sub presiune sovietică, a donat casa, decizie care a fost anulată după anul 2000 de justiție, întrucât această donație s-ar fi făcut sub amenințarea armei.
În 1945 casa a intrată în posesia Asociației Române pentru strângerea Legăturilor cu Uniunea Sovietică (ARLUS) iar în 1948 a fost naționalizată. 
Din 1952, casa a slujit drept sediu Uniunii Scriitorilor din România. În 1997, Primăria Municipiului București dădea casa în folosință Uniunii Scriitorilor, pentru o perioadă de 49 de ani.

### Retrocedarea
În aprilie 2010, Tribunalul București a decis ca imobilul să fie restituit în natură de Uniunea Scriitorilor, moștenitoarelor familiei Monteoru, Ioana Angelescu și mamei sale, Nora-Geta Angelescu Monteoru.
Decizia a fost atacată în justiție, la Curtea de Apel București. La data de 1 februarie 2013, Curtea de Apel București a respins recursul ca nefondat, iar decizia avea caracter irevocabil. Consecința a fost că până la data de 15 aprilie 2013, Uniunea Scriitorilor era obligată să elibereze imobilul.
La 29 martie 2013, la ora 12, în Sala Oglinzilor a avut loc o manifestare a USR, prin care organizația se despărțea de sediul său, rememorând momente din istoria acestuia, în prezența scriitorilor și a președintelui Nicolae Manolescu.
La 11 aprilie 2013, a fost inițiat un apel pentru ca „[s]tatul român, cel care a fost proprietarul ei până acum câțiva ani, […] să redevină, legal, proprietar și să o redea circuitului cultural, așa cum a făcut în alte situații similar”, inițiatorii argumentând că „statul român, prin organismele sale alese și numite, are datoria de a cumpăra această casă, a o restaura, pentru că este vorba de un monument istoric și de arhitectură, ca unul în care se mai poate regăsi stilul lui Ion Mincu, pentru a o transforma într-un centru cultural, unde să aibă loc evenimente literare și artistice de importanță națională”. Printre semnatari erau Nicolae Manolescu, Gabriel Chifu, Adrian Popescu, Nicolae Prelipceanu, Ana Blandiana, Gabriela Adameșteanu, Dan Hăulică, Varujan Vosganian, Gabriel Dimisianu, Romulus Rusan, Ion Pop, Marta Petreu, Mihai Șora, Horia Gârbea, Denisa Comănescu, Marian Drăghici, Dan Cristea, Liviu Ioan Stoiciu, Ion Vartic, Mihai Zamfir, Livius Ciocârlie, Nora Iuga, Magda Cârneci, Luiza Palanciuc, Sorin Lavric și Simona Vasilache.
Noua proprietară a declarat că dorește renovarea și păstrarea imobilului în circuitul cultural.
În mai 2014 s-a inaugurat un restaurant cu terasă în incinta casei.

## Galerie de imagini

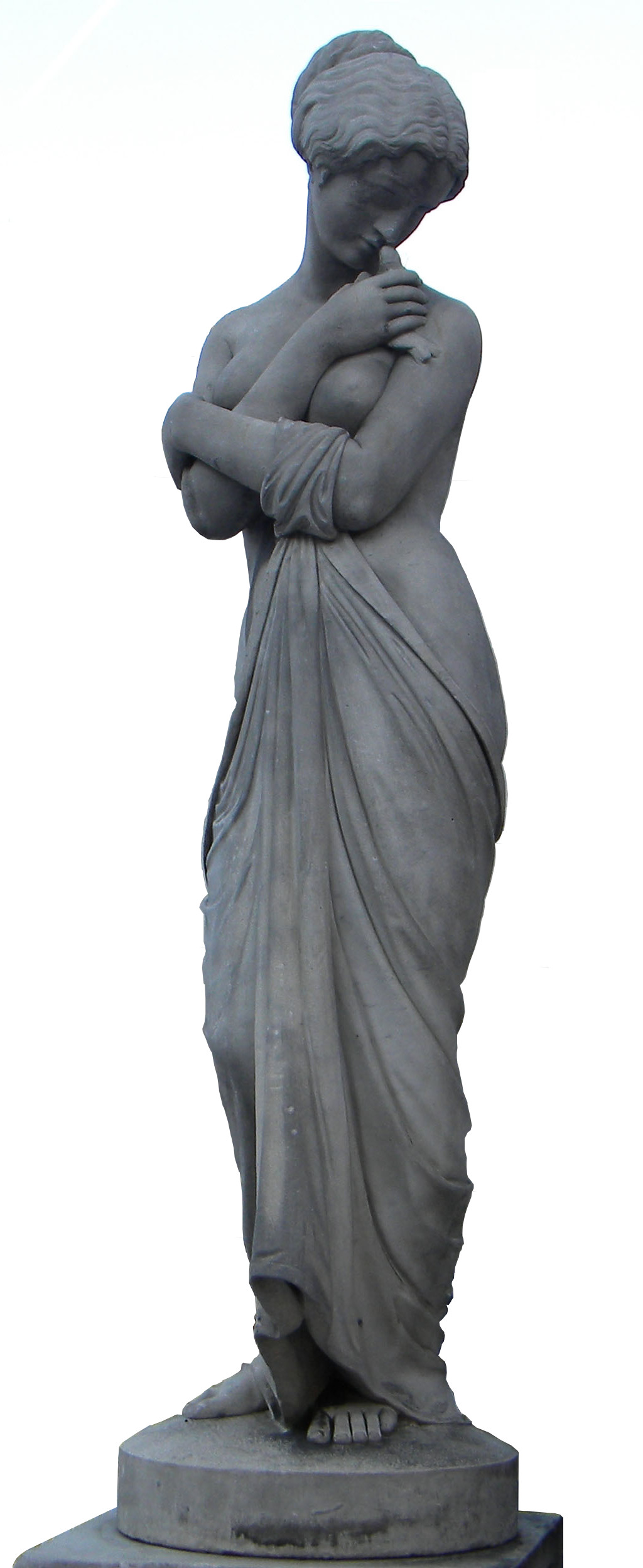
Decupaj din imaginea reprezentând una din statuile din curtea casei Monteoru

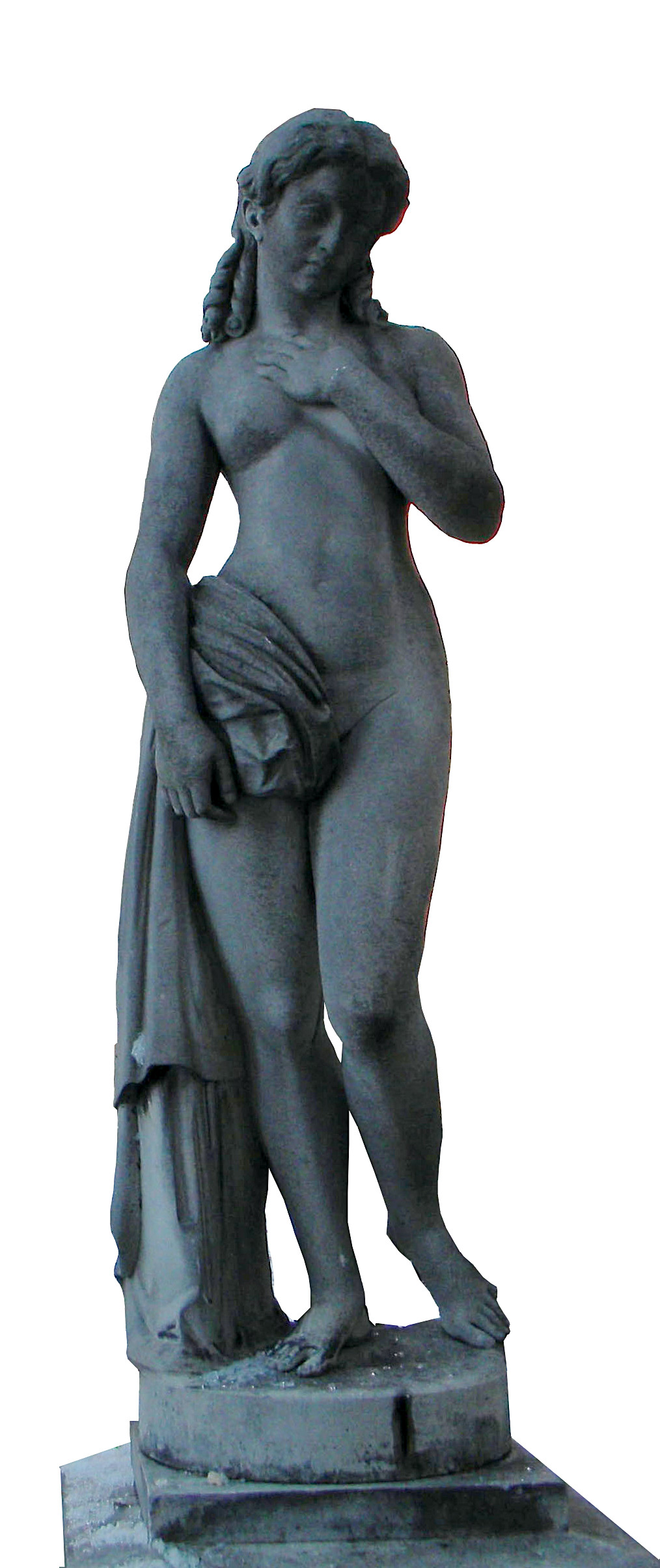
Decupaj din imaginea reprezentând una din statuile din curtea casei Monteoru

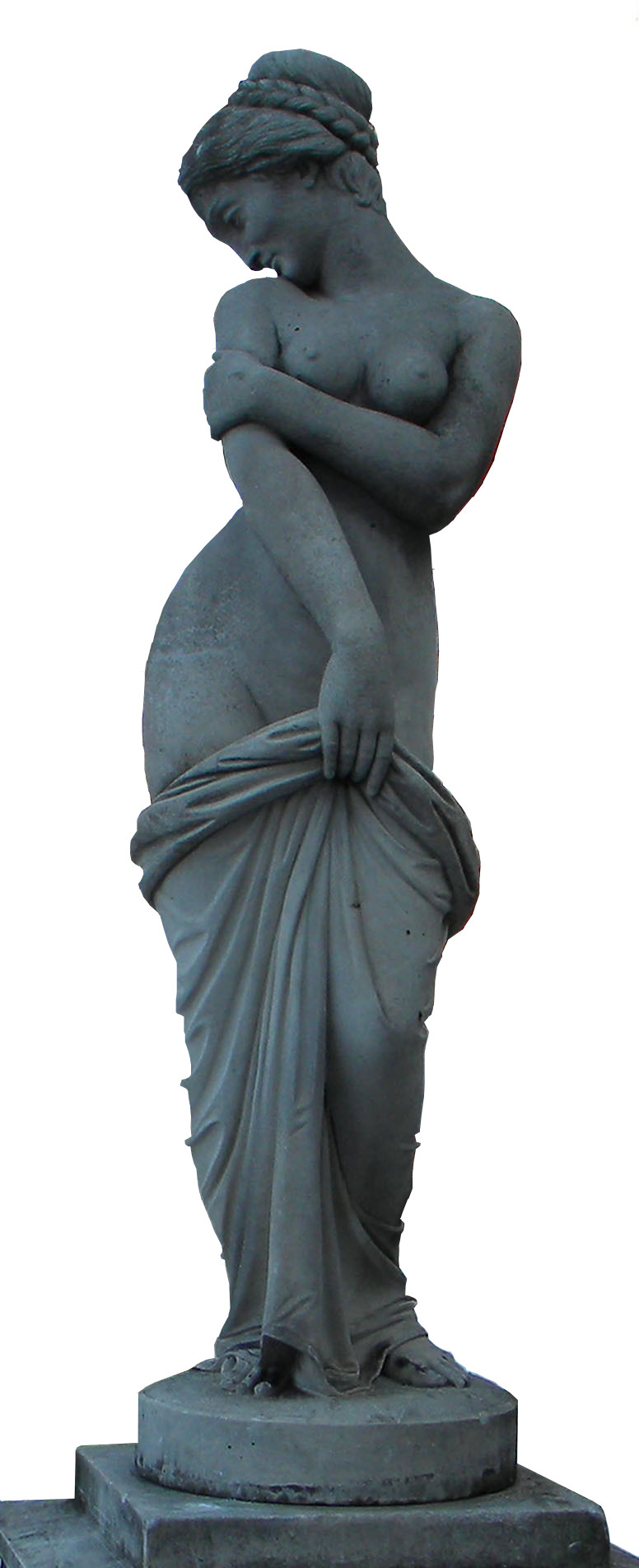
Decupaj din imaginea reprezentând una din statuile din curtea casei Monteoru

| Cele trei statui din curtea imobilului.              |
| ---------------------------------------------------- |
| Prima și ultima imagine înfățișează aceeași statuie. |